# Ask Embla
Ask Embla ist ein norwegisches Musikerduo bestehend aus Ina Wroldsen und Arnthor Birgisson.

## Biografie
Die Singer-Songwriterin Ina Wroldsen und der Songwriter und Produzent Arnthor Birgisson schlossen sich 2011 zu Ask Embla zusammen. Der Name ist eine Anspielung auf Ask und Embla, die ersten Menschen in der nordischen Mythologie. Ihre ersten gemeinsamen Produktionen veröffentlichten sie über Soundcloud. Es dauerte bis zum Mai 2013, bis ihre erste Single Fathers Eyes erschien. Sie stieg in den norwegischen Charts in die Top 10.

## Mitglieder
- Ina Wroldsen
- Arnthor Birgisson

## Diskografie
Alben
- Northern Lights (2013, NO: Gold)

Lieder
- Fathers Eyes (2013)